# Семёновская (Бекетовский сельсовет)
Семёновская — деревня в Вожегодском районе Вологодской области.
Входит в состав Бекетовского сельского поселения, с точки зрения административно-территориального деления — в Бекетовский сельсовет.
Расстояние по автодороге до районного центра Вожеги — 68 км, до центра муниципального образования Бекетовской — 16 км. Ближайшие населённые пункты — Баркановская, Мигуевская, Вершина.
По переписи 2002 года население — 3 человека.